# Kubeł na śmieci

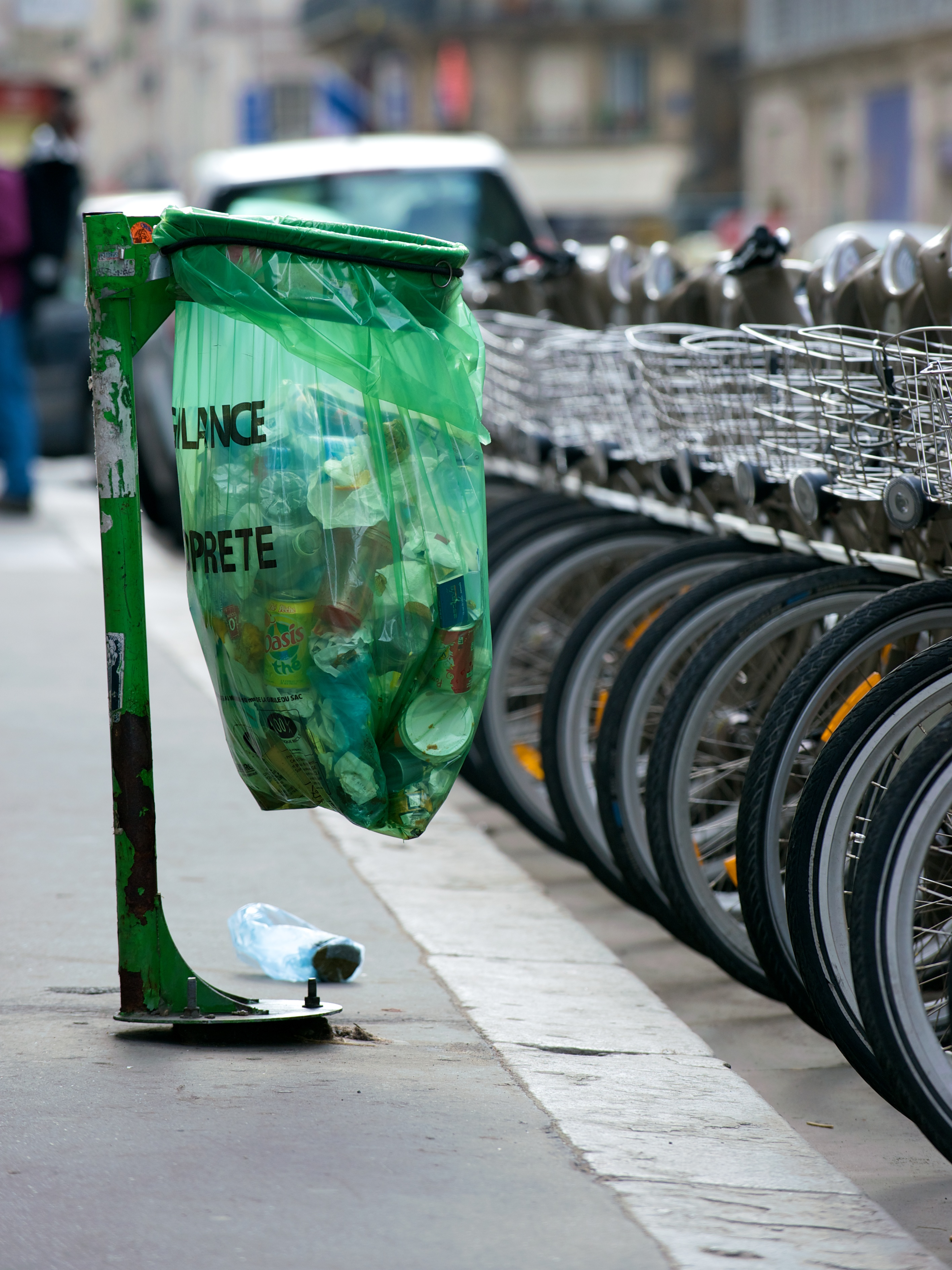
Francuski pojemnik na śmieci

Kubeł na śmieci – pojemnik zrobiony zazwyczaj z metalu lub tworzywa sztucznego, używany do czasowego gromadzenia odpadów. 

## Opis
Domowe kubły na odpady stoją zazwyczaj pod zlewozmywakiem w kuchni. Wrzuca się do nich zazwyczaj różnego rodzaju odpady kuchenne. Obecnie często do kubłów na śmieci wkłada się torby plastikowe. Pozwala to na utrzymywanie kubła w czystości, a wyrzuca się do śmietnika torbę ze śmieciami.

Biurowy pojemnik na śmieci z klapą uruchamianą pedałem

Biurowy pojemnik na śmieci z zamkniętą klapą

W pokojach zazwyczaj stawia się bardziej estetyczne pojemniki na śmieci, do których wrzuca się np. papiery. Pojemniki te mają czasami pedał do uchylania pokrywy (jeżeli pokrywa jest częścią pojemnika).

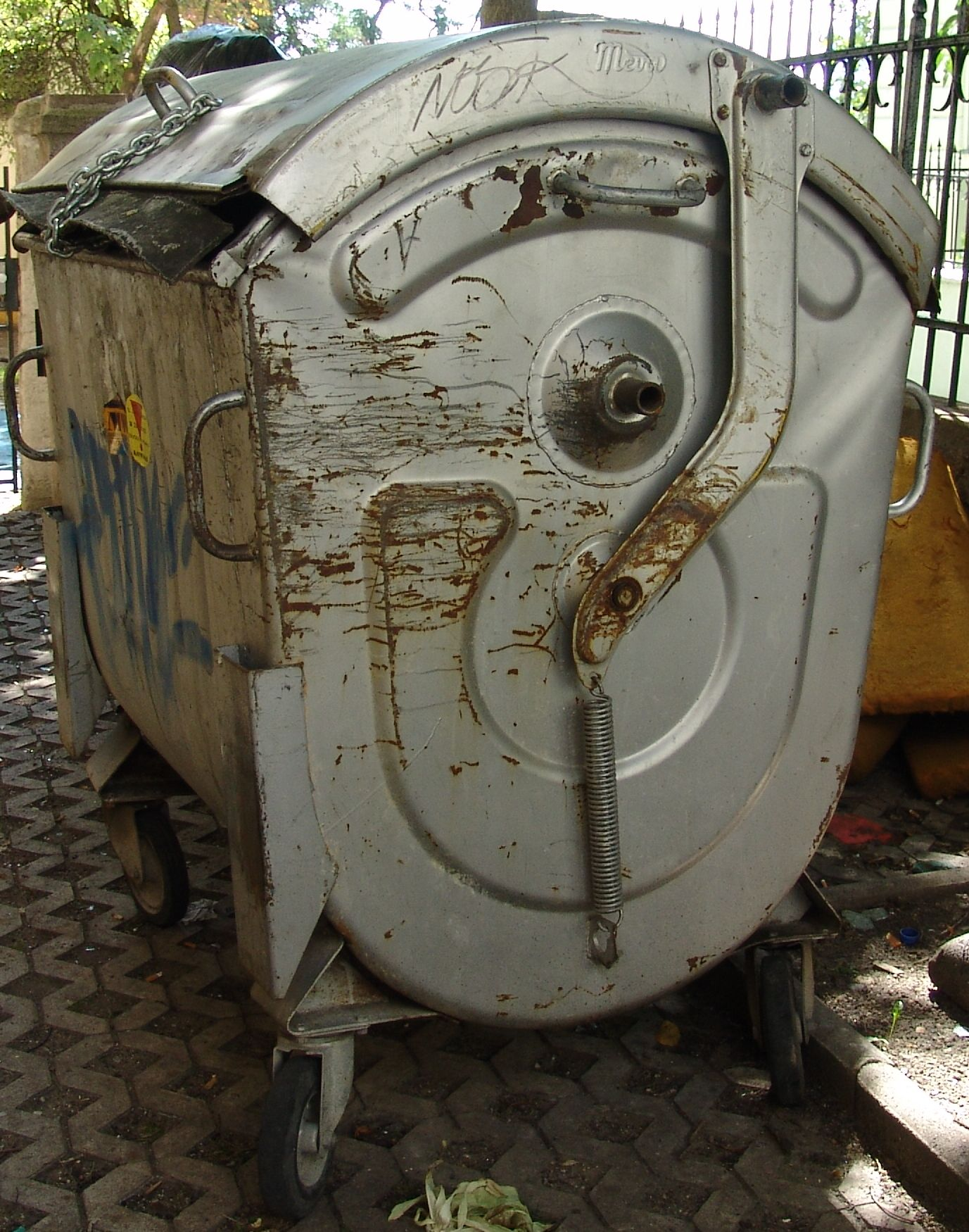
Typowy europejski kontener na śmieci

W Warszawie pierwsze uliczne kosze na śmieci ustawiono w 1916 roku. Od czasu ataków terrorystycznych w 1995 roku we Francji publiczne pojemniki na śmieci zostały zastąpione przezroczystymi torbami plastikowymi, w których trudno ukryć ładunek wybuchowy. Podobnie w Wielkiej Brytanii od czasów ataków terrorystycznych jest coraz mniej koszy w halach lotnisk i na stacjach kolejowych.
W wielorodzinnych budynkach mieszkalnych, szczególnie tych wyższych, konstruuje się zsypy na śmieci, do których wysypywane są śmieci z kubła. Jednak najczęściej zawartość kubła wynosi się do śmietnika, a śmieci wywozi specjalistyczny pojazd – śmieciarka.

## Segregowanie śmieci

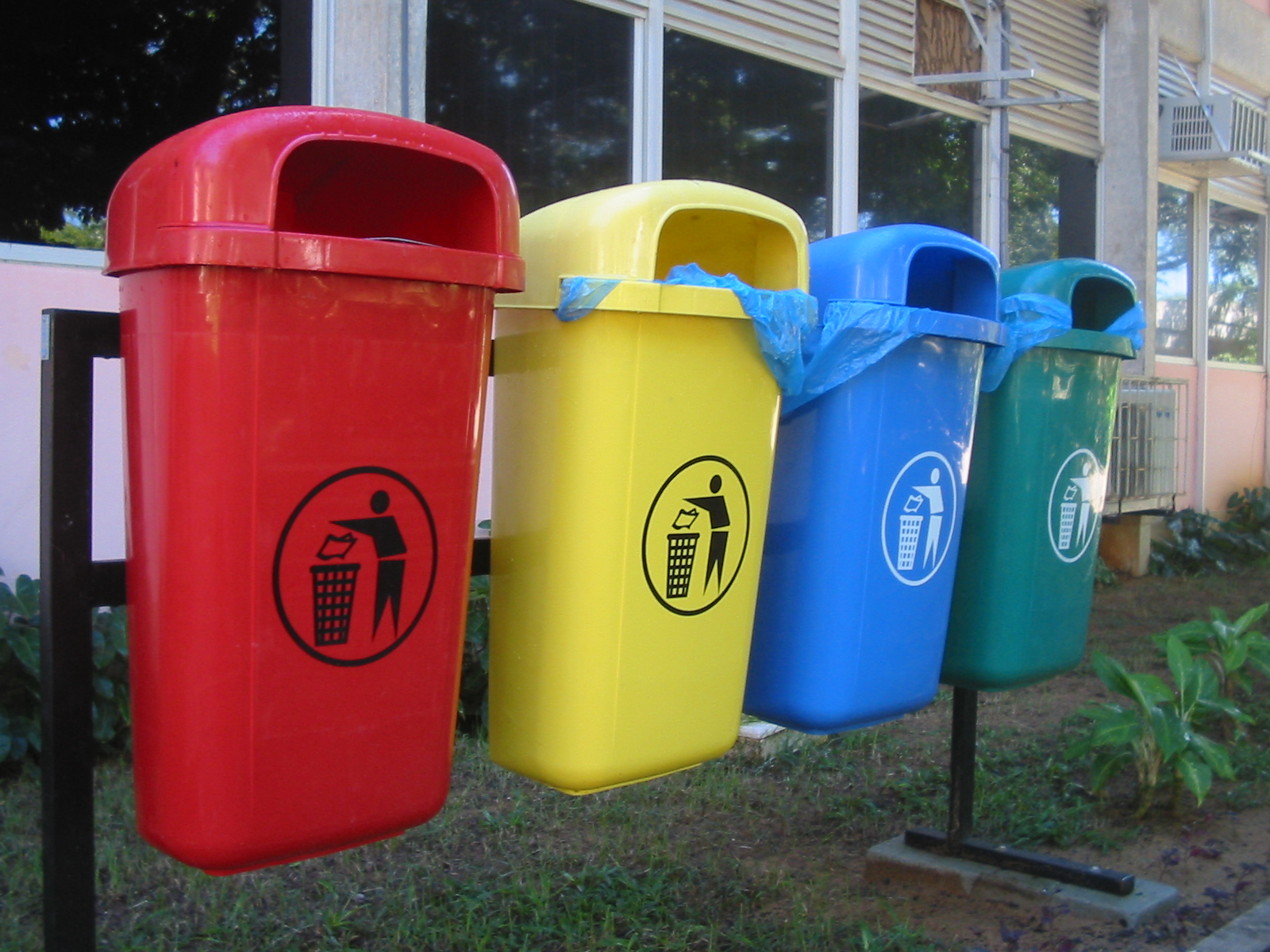
Pojemniki do segregacji odpadów często są w różnych kolorach

Coraz bardziej popularne jest segregowanie śmieci w celu dalszego przetwarzania (makulatura, szkło, plastik, metale i odpady organiczne). Wymaga to używania kilku pojemników na śmieci, odpowiednio oznaczonych.

### Kolorowe kosze na segregacje[2]
- Szkło - zielony (butelki, słoiki, opakowania po kosmetykach - bez nakrętek
- Metale I Tworzywa Sztuczne - żółty (butelki po napojach, kosmetykach, środkach czystości, kartony po napojach, opakowania z tworzyw sztucznych, foliowe torby drobny złom, puszki metalowe)
- Papier - niebieski (gazety, ulotki, zeszyty, kartki ksero, torby papierowe, kartony, makulatura)
- Odpady Zmieszane - Czarny (nie nadają się do recyklingu, np. styropian, porcelana, zniszczone ubrania, odpady higieniczne)
- Bio - Brązowy (resztki żywności, obierki, fusy po kawie i herbacie)
- Odpady Niebezpieczne -pomarańczowy (Płynne odpady, takie jak farby, lakiery, kleje, rozpuszczalniki, oleje silnikowe.

Baterie i akumulatory 
Żarówki i świetlówki 
Przeterminowane leki (często również w aptekach). 
Odpady wielkogabarytowe, np. meble z impregnacją)
- Odpady Tekstylne -  fioletowy (Odzież: Stare, znoszone, uszkodzone ubrania, bielizna, skarpetki, czapki, szaliki itp.

Obuwie Zniszczone buty, klapki, sandały
Tekstylia domowe: Pościel (poszewki, kołdry, poduszki), ręczniki, zasłony, firany, obrusy, koce, dywany, chodniki
Akcesoria Torebki, paski, plecaki, portfele, galanteria skórzana
Pluszowe zabawki).

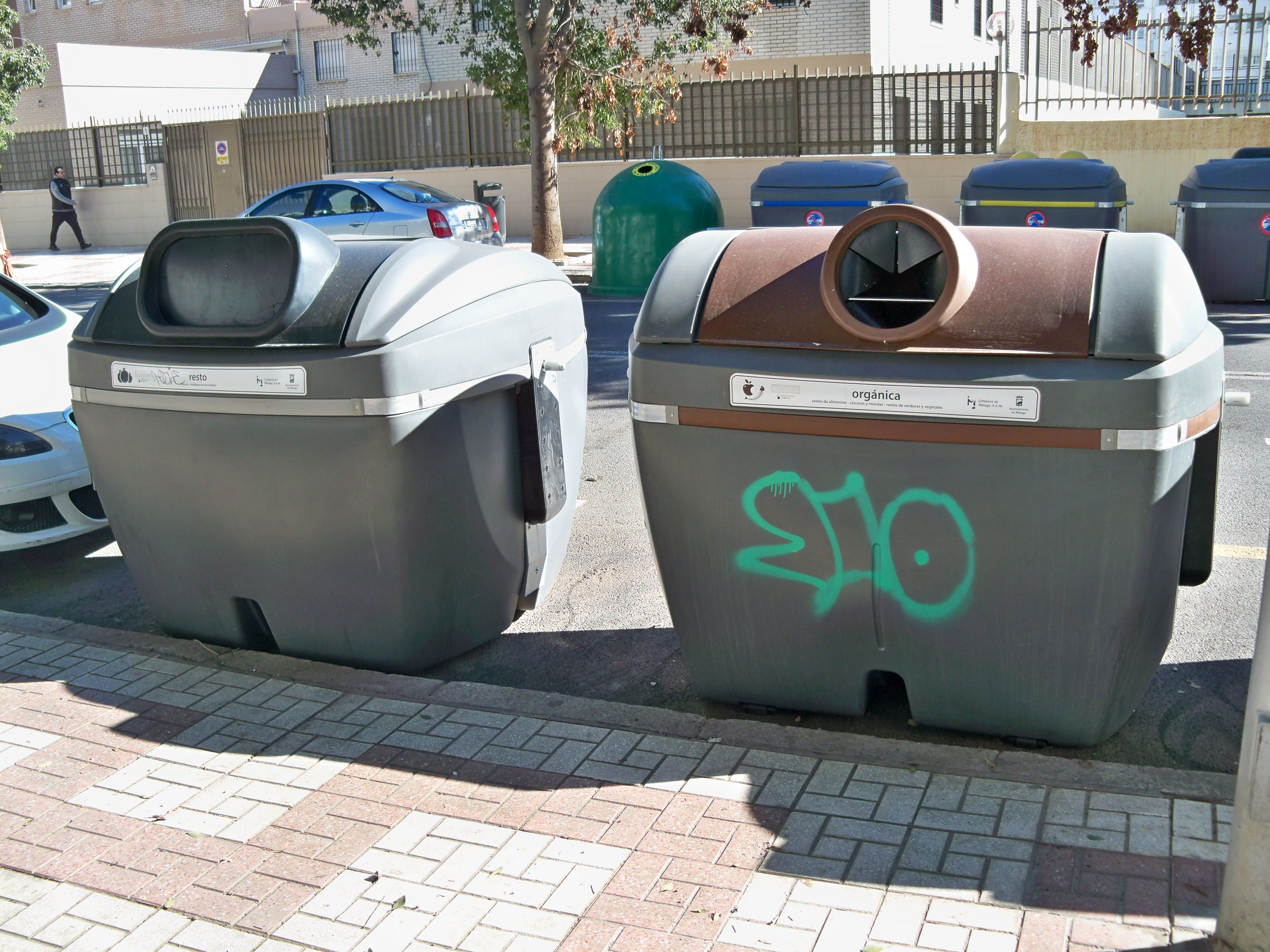
Hiszpania kontenery na odpady

Kolory pojemników na odpady w Polsce zostały określone w Rozporządzeniu Ministra Klimatu i Środowiska z dnia 10 maja 2021 r. w sprawie sposobu selektywnego zbierania wybranych frakcji odpadów.
Oddzielnej segregacji podlegają także inne odpady, które należy oddać do specjalnych punktów:
- elektrośmieci - zużyty sprzęt elektroniczny (należy oddać do punktów zbioru zużytego sprzętu elektronicznego)
- baterie i akumulatorki (specjalne pojemniki wystawiają często sklepy z elektroniką)
- przeterminowane leki (należy zanieść do najbliższej apteki)
- opakowania po oleju lub płynach do samochodów (specjalne pojemniki często wystawiają stacje benzynowe).

Na kosze do recyklingu nakleja się często naklejki do segregacji, które ułatwiają użytkownikom poprawne sortowanie odpadków. Na naklejkach zazwyczaj znajduje się symbol odpadów (np. na naklejkach do koszy na tworzywa jest to plastikowa butelka) lub jest to napis (plastik, szkło, baterie itd.)

## Komputery
Kosz (ang. trash can, recycle bin) w systemach operacyjnych (Microsoft Windows, Apple Macintosh, BeOS i inne) jest to folder systemowy, który przechowuje pliki usunięte przez użytkownika – czasami przez nieuwagę. Do czasu usunięcia zawartości kosza możliwe jest łatwe odzyskanie skasowanych plików.